# Router

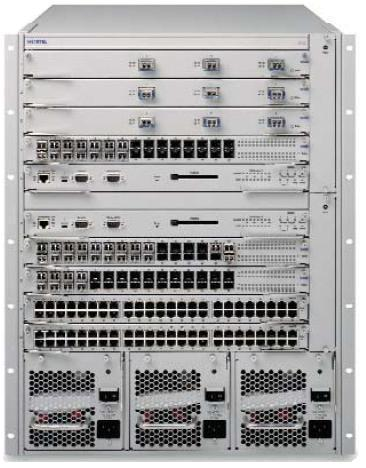
Router Avaya

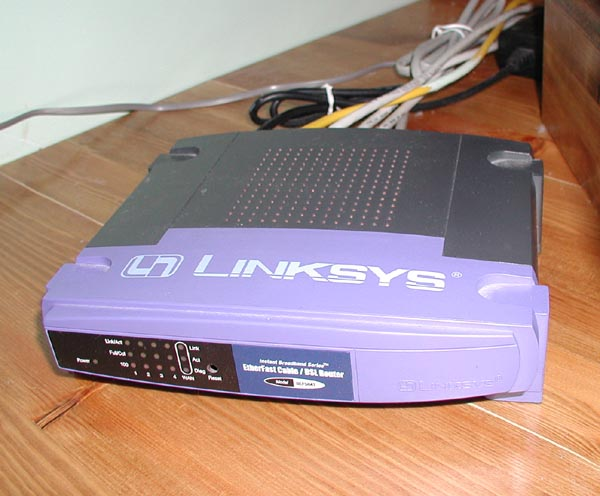
NAT router značky Linksys, používaný pro domácí a malé kancelářské sítě

Router (směrovač) je v počítačových sítích aktivní síťové zařízení, které procesem zvaným routování přeposílá datagramy směrem k jejich cíli. Routování probíhá na třetí vrstvě referenčního modelu ISO/OSI (síťová vrstva).

## Charakteristika
Netechnicky řečeno, router spojuje dvě sítě a přenáší mezi nimi data. Router se podstatně liší od switche, který spojuje počítače v místní síti. Rozdílné funkce routerů a switchů si lze představit jako switche coby silnice spojující všechna města ve státě a routery coby hraniční přechody spojující různé země.
Routování je většinou spojováno s protokolem IP, ačkoliv se stále používají i jiné, méně populární protokoly.
Obecně jako router může sloužit jakýkoliv počítač s podporou síťování a pro routování v menších sítích se často dodnes používají běžné osobní počítače, do vysokorychlostních sítí jsou však jako routery používány vysoce účelové počítače obvykle se speciálním hardwarem, optimalizovaným jak pro běžné přeposílání (forwarding) datagramů, tak pro specializované funkce jako šifrování u IPsec tunelů.
Jiné změny také zlepšují spolehlivost. Například používání stejnosměrného napájení (které se může v datových centrech odebírat z baterií) místo napájení přímo ze sítě, používání flash pamětí místo pevných disků.  Velké moderní routery se tak podobají spíše telefonním ústřednám, jejichž technologie k routerům (vzhledem ke stále častějšímu nasazování protokolu IP i ke spojování hovorů) konverguje a které routery případně nahradí, zatímco malé routery, kombinované například s kabelovými nebo DSL modemy, eventuálně WiFi přístupovými body, se stávají běžným vybavením domácností.
Prvními moderními (vyhrazenými, samostatnými) routery byly routery Fuzzball.
Router se používá ke spojení alespoň dvou sítí. Speciálním případem je „jednoruký“ router, který používá jednu zásuvku (port) a routuje pakety mezi virtuálními sítěmi VLAN provozovanými na této zásuvce. V mobilních ad-hoc sítích si každý počítač routuje a forwarduje sám, zatímco v metalických a optických sítích je obvykle jen jeden router pro celou broadcastovou doménu.
Routeru, který připojuje klienty k vnější sítí (typicky Internetu), se říká „okrajový router“ (edge router, někdy též „brána“ – gateway, což je zastaralé označení pro routery obecně). Router přenášející data mezi jinými routery se nazývá „vnitřní router“ (core router).
Router používá routovací tabulku, která obsahuje nejlepší cesty k jistým cílům a routovací metriky spojené s těmito cestami. Viz routování.
Nedávno[kdy?] se routovací funkce začaly přidávat ke switchům, čímž vznikly switche „Layer 2/3“, které routují provoz rychlostí srovnatelnou s rychlostí linky.
Routery se nyní[kdy?] implementují také jako „internetové brány“, primárně pro malé sítě jako ty používané doma a v malých kancelářích. Používají se hlavně tam, kde je internetové připojení rychlé a „vždy připojené“, jako kabelový modem nebo DSL. Tato zařízení ale nejsou v principu routery, protože počítače ve vnitřní síti efektivně skrývají pod svoji vlastní IP adresu ve vnější síti. Tato technika se nazývá NAT (network address translation, překlad adres).
Výrobců routerů je mnoho, patří mezi ně: 3Com, Alcatel, Cisco Systems, Juniper Networks, MikroTik, NETGEAR, Nortel, SMC Networks, ...
S vhodným softwarem se i z obyčejného osobního počítače dá udělat router:
- Sdílení internetového připojení ve Windows XP
- Mac OS X Internet Sharing
- BIRD Internet Routing Daemon
- fdgw
- CoyoteLinux
- FREESCO
- GNU Zebra – open source implementace routovacích protokolů RIP, OSPF a BGP
- Quagga – open source implementace routovacích protokolů RIP, OSPF a BGP pokračovatel Zebry
- IPCop
- SmoothWall
- The Linux Router Project[1]
- m0n0wall
- FreeBSD
- NetBSD
- OpenBSD

## Historie
Úplně první zařízení, které mělo v podstatě stejné funkce, jako má dnes router (tj. packet switch), byl Interface Message Processor (IMP). IMP bylo zařízení, které propojovalo jednotlivé části ARPANETu – první počítačová síť využívající přepínání paketů. Myšlenka sestrojit router (v té době nazývaný brána) vznikla v mezinárodní skupině počítačových síťových vývojářů „International Network Working Group" (INWG). V roce 1972 vznikla neoficiální skupina, která se zabývala technickými otázkami spojenými s propojováním různých sítí. V témže roce se stala podvýborem Mezinárodní federace pro zpracování informací (IFIP).
IMP se od většiny předchozích paketových přepínačů lišil ve dvou směrech. Za prvé spojoval různé typy sítí (např. sériové linky a LAN), za druhé se nijak nepodílel na vytváření spojení a nehrál žádnou roli při zajišťování spolehlivosti doručování zpráv, což zcela ponechával na koncových bodech komunikace (tento nápad byl dříve již využit v sítích CYCLADES).
Úmyslem detailnějšího zaměření na tuto myšlenku bylo vytvořit skutečný prototyp systému jako součást dvou současných programů. První program, který položil základy dnešní TCP/IP architektury, byl vytvořen agenturou DARPA. Druhý program, který zavedl PARC Universal Packet system, byl vyvinut firmou Xerox PARC pro hledání nových síťových technologií.
První Xerox routery byly uvedeny do provozu někdy na začátku roku 1974. První opravdový IP router vyvinula vývojářka Virginia Strazisar z firmy BBN v období mezi rokem 1975 a 1976. Koncem roku 1976 sloužily tři PDP-11 (série 16bitových minipočítačů) propojené routery v experimentálním modelu internetu.
První multiprotokolové routery byly nezávisle vytvořeny skupinou vývojářů na MIT a Stanfordu v roce 1981; stanfordský router byl vyvinut Williamem Yeagerem a MIT router Noelem Chiappem.
V současné době již většina počítačových sítí používá protokol IP. Multiprotokolové routery jsou většinou zastaralé. Byly důležité v počátečních fázích vývoje počítačových sítí, kdy byly hodně využívány jinými protokoly, než byly TCP/IP. Routery, které zvládnou IPv4 i IPv6, jsou pravděpodobně multiprotokolové, ale v mnohem užším smyslu, než routery, které zpracovávaly AppleTalk, DECnet, Xerox a IP protokoly.